# Toft (Szetlandy)
Toft – przystań promowa na wyspie Mainland na Szetlandach w Szkocji. Znajduje się nad zatoką Tofts Voe, na końcu drogi A968. Prom samochodowy kursuje pomiędzy Toft a Ulsta na wyspie Yell.
Pod koniec lat 70. XX wieku w Toft wybudowano obóz, w którym mieszkało około 2000 pracowników, zatrudnionych przy budowie terminala paliwowego w Sullom Voe.